# SS Deutschland
Deutschland (написание кириллицей Дойчланд) — трансатлантический лайнер времен Первой Мировой войны, принадлежащий немецкой судоходной компании Hamburg-Amerikanische Packetfahrt-Actien-Gesellschaft (или HAPAG).

## История создания
Чтобы перехватить «Голубую Ленту Атлантики» у лайнеров компании Cunard Line «Кампании» и «Лукании», в 1897 году немецкая судоходная компания "Северогерманский Ллойд" представила свой лайнер тоннажем в 14000 тонн Kaiser Wilhelm der Grosse. Поскольку судно могло развивать скорость до 22 узлов, «Голубая лента Атлантики» была в руках Германии до конца года. Kaiser Wilhelm der Grosse был самым большим судном, и его роскошные интерьеры привлекали пассажиров со всей Европы. Его четыре трубы делали его более безопасным и величественным в глазах среднестатистического эмигранта.
Однако «Северогерманский Ллойд» не была единственной немецкой судоходной компанией. Компания HAPAG с завистью наблюдала за успехами конкурента. Подобно конкуренции между британскими компаниями Cunard Line и White Star Line, HAPAG конкурировала с "Северогерманским Ллойдом" и должна была достойно ответить и даже превзойти Kaiser Wilhelm der Grosse.

## Карьера
Новое судно вошло в состав флота 4 июля 1900 года. HAPAG окрестила новый лайнер Deutschland. С тоннажем более чем 16,000 тонн он был самым большим судном, когда-либо построенным после лайнера White Star Line Oceanic, в 17,000 тонн. Deutschland, как и Kaiser Wilhelm der Grosse был четырёхтрубным, его трубы были разделены на пары. Паровые машины четырёхкратного расширения, вращавшие два винта, позволяли судну развивать среднюю скорость в 23 узла. Deutschland немедленно отобрал «Голубую Ленту Атлантики». Kaiser Wilhelm der Grosse был не в состоянии отвоевать приз.
Во время смены столетий, океанские лайнеры становились лайнерами высшего класса. Это сказалось не только на размере, но и на внутреннем убранстве. Kaiser Wilhelm der Grosse показал такую элегантность и роскошь, какую никогда не видели в открытом море. Deutschland и тут не отставал и улучшался. В кафе на судне был стеклянный купол в высоком потолке. Эта комната стала очень популярной среди пассажиров.
Но даже при всей своей роскоши, лайнер оказался перед проблемой вибрации на высоких скоростях. Вибрация при 23 узлах была очень ощутимой и беспокоила пассажиров, и это привело к падению числа покупаемых билетов. Deutschland владел «Голубой Лентой Атлантики», но стал финансовым бедствием.
В 1902 году, Deutschland потерял «Голубую Ленту Атлантики» в пользу недавно построенного лайнера «Северогерманского Ллойда» «Кронпринц Вильгельм». Однако Deutschland вернул её в следующем году и удерживал её до введения в состав флота Cunard Line «Лузитании» и «Мавритании» c тоннажем более 31,000 тонн в 1907 году. К тому времени управление HAPAG выбрало важнейшими критериями размер и роскошь вместо скорости. Этим Deutschland был обречен. Теперь он не был ни самым большим, ни самым быстрым и у него были серьёзные проблемы с вибрацией. Это привело к полной модернизации в 1910—1911 гг. Его двигатели были заменены намного менее мощными. Новая задача для Deutschland состояла в том, чтобы путешествовать в Вест-Индию, Средиземноморье и Скандинавию. В 1911 году лайнер Deutschland был перестроен в роскошное круизное судно Victoria Luise, с каютами для 487 гостей первого класса. Её корпус был окрашен в белый, и она получила репутацию самого прекрасного круизного судна в мире.

## Война,Victoria Luise
Victoria Luise оставалась в Германии в течение военных действий между 1914—1918 гг. Из-за проблем с двигателями она не использовалась как военный транспорт. Когда в 1918 году война была проиграна все лучшие немецкие лайнеры были переданы победившим, все кроме Deutschland. К нему не было интереса из-за эксплуатационных проблем. Внушительный немецкий флот, который состоял из лайнеров, типа Kaiser Wilhelm der Grosse, «Америка», «Кайзерин Августа Виктория», «Император», «Фатерланд» и недавно спущенный на воду «Бисмарк», был или потоплен или передан в качестве репараций. Victoria Luise было все, что осталось. Германия должна была начать восстановление флота. Следующие немецкие суда были двумя однотипными лайнерами «Бремен» и «Европа». Из-за ещё одной войны, эти два лайнера были также утеряны: Bremen сгорел во время войны, а «Европа» была передана Франции и переименована в «Liberté».

## Hansa
Victoria Luise дожила до двадцатых, но в 1921 году две её трубы были демонтированы и судно переименовали в Hansa. Hansa была предназначена для эмиграционного маршрута, но поскольку Америка ограничила свои законы об иммиграции после войны, то судно, носившее ранее название Deutschland, не могло было быть полностью использовано для своей новой роли. В 1925 году стало очевидно, что судно морально устарело, и из-за проблем с использованием в том же году его направили в Гамбург на металлолом.

## Галерея
- Deutschland в разрезе
- Столовая Первого класса
- Курительная Первого класса
- Victoria Luise в Гаване
- Hansa